# 長野県道195号信濃境停車場線

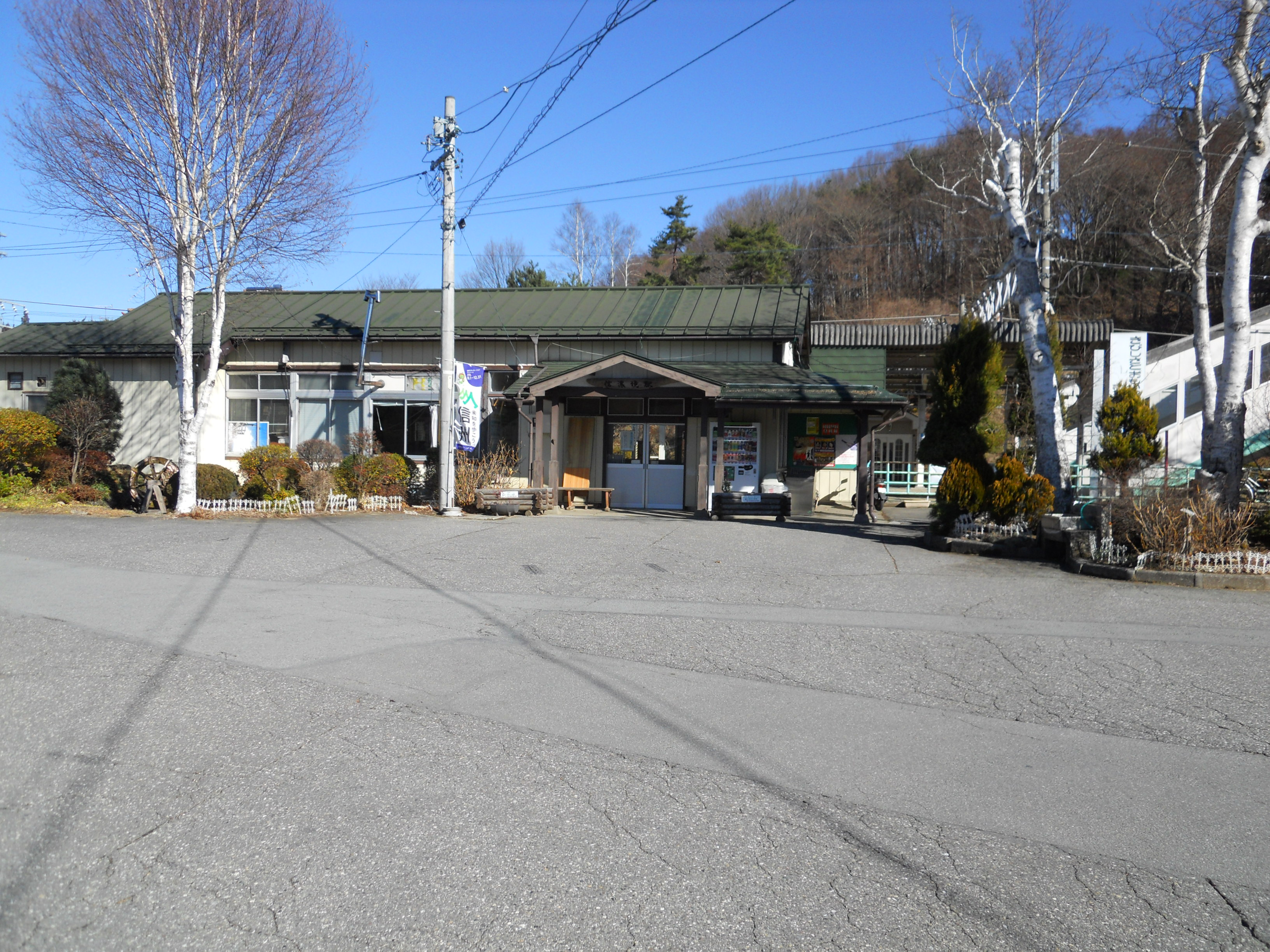
信濃境駅

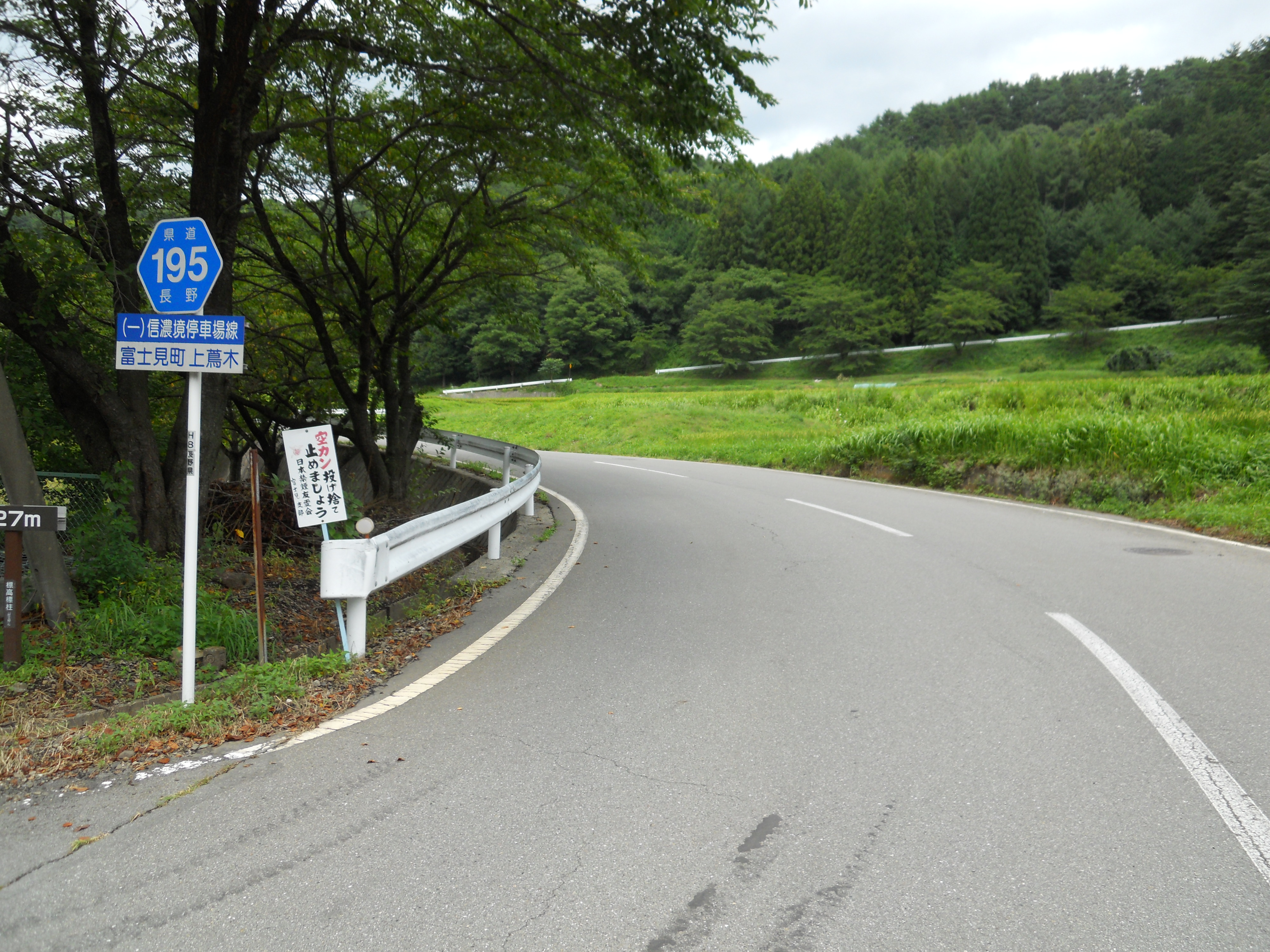
県道終点付近

長野県道195号信濃境停車場線（ながのけんどう195ごう しなのさかいていしゃじょうせん）は、長野県諏訪郡富士見町の中央本線信濃境駅から国道20号交点を結ぶ一般県道。中央本線は河岸段丘の上を走り、国道20号は河岸段丘の下を走っているため、長い下り坂が続いている。

## 概要

### 路線データ
- 起点：中央本線信濃境駅
- 終点：諏訪郡富士見町大字落合字上蔦木（上蔦木交差点、国道20号交点）

## 通過する自治体
- 長野県
  - 諏訪郡富士見町

## 交差する道路
- 国道20号（上蔦木交差点、終点）